# (33346) Sabinedevieilhe
1998 XD14 (asteroide 33346) é um asteroide da cintura principal. Possui uma excentricidade de 0.11304010 e uma inclinação de 14.14022º.
Este asteroide foi descoberto no dia 15 de dezembro de 1998 por ODAS em Caussols.